# Autonoom vendel
Een autonoom vendel  is een bestuurlijke vorm op arrondissementsniveau in de autonome regio Binnen-Mongolië in Volksrepubliek China. China heeft drie autonome vendels sinds 31 december 2004 die alle drie in de Binnen-Mongoolse stadsprefectuur Hulunbuir liggen. 
De drie autonome vendels zijn:
- Autonoom vendel van de Oroqen (鄂伦春自治旗)
- Autonoon vendel van de Evenken (鄂温克族自治旗)
- Morin Dawa (莫力达瓦达斡尔族自治旗) van de Daur